# Малоло
Малоло (фидж. Malolo) — остров в Фиджи. Административно входит в состав провинции Нандронга-Навоса.

## География
Остров Малоло представляет собой небольшой вулканический остров в архипелаге Маманута, к западу от города Нанди, который расположен на крупнейшем острове Фиджи, Вити-Леву. Омывается водами Тихого океана. Климат на острове экваториальный. Из растительности преобладают кокосовые пальмы.

## История
В 1840 году на нём побывали члены американской экспедиции во главе с Чарльзом Уилксом. Во время визита два члена экипажа, в том числе племянник Уилкса, были убиты местным населением. В качестве возмездия Уилкс отдал приказ об атаке деревню Солеву. В результате было убито 74 островитянина, а деревни Яро и Солеву были уничтожены огнём. В 1942 году, в годы Второй мировой войны, на Малоло располагалась тренировочная база американских войск. В настоящее время Малоло является популярным местом отдыха, одним из центров туризма в Фиджи.

## Население
Остров необитаем (2007).